# 유럽 고속도로 762호선
유럽 고속도로 762호선(European route E762)은 보스니아 헤르체고비나의 사라예보와 몬테네그로의 포드고리차를 잇는 B-클래스급 고속도로로, 총 연장은 약 382 km이다. 다만 형식적인 종점으로는 몬테네그로와 알바니아 사이의 국경 지대에서 끝난다. 다만, 알바니아에서는 도로 표지판을 보면 몬테네그로 방면을 표기하고 있으나, 슈코더르로 향하는 이정표가 아예 없기 때문에 슈코더르 쪽으로 거치지 않는다.

## 경로
- 보스니아 헤르체고비나
  - M-18 : 사라예보 (E761)
  - 포차
- 몬테네그로
  -  M3 : 세반폴레(세르비아어판) - 포드고리차 (E65, E80)
  -  M2 : 포드고리차
  -  M4 : 포드고리차 - Božaj (E65, E80)